# Goliath (motoryzacja)
Goliath – niemieckie przedsiębiorstwo branży motoryzacyjnej, zajmujące się produkcją pojazdów osobowych, oraz pojazdów trójkołowych. W 1961 roku firma ogłosiła bankructwo ze względu na rozpad Borgward group.

## Modele samochodów
- Goliath Pioneer[1]
- Goliath F200
- Goliath GP700
- Goliath GP900
- Goliath 1100
- Goliath Empress
- Goliath F400
- Goliath FW400
- Goliath GD750
- Goliath Goli
- Goliath GV800
- Goliath Express